# Triplicate
Triplicate è il 38° album in studio del cantautore statunitense Bob Dylan, pubblicato nel marzo 2017. Si tratta di un triplo disco di cover del repertorio tradizionale americano.

## Tracce

### Disco 1 - 'Til the Sun Goes Down
1. I Guess I'll Have to Change My Plan – 2:27 (Arthur Schwartz, Howard Dietz)
2. The September of My Years – 3:25 (Jimmy Van Heusen, Sammy Cahn)
3. I Could Have Told You – 3:37 (Carl Sigman, Jimmy Van Heusen)
4. Once Upon a Time – 3:37 (Charles Strouse, Lee Adams)
5. Stormy Weather – 3:05 (Harold Arlen, Ted Koehler)
6. This Nearly Was Mine – 2:48 (Richard Rodgers, Oscar Hammerstein II)
7. That Old Feeling – 3:38 (Sammy Fain, Lew Brown)
8. It Gets Lonely Early – 3:10 (Van Heusen, Cahn)
9. My One and Only Love – 3:21 (Guy Wood, Robert Mellin)
10. Trade Winds – 2:40 (Ralph MacDonald)

### Disco 2 -Devil Dolls
1. Braggin' – 2:44 (Jimmy Shirl, Robert Marko, Henry Manners)
2. As Time Goes By – 3:22 (Herman Hupfeld)
3. Imagination – 2:34 (Van Heusen, Johnny Burke)
4. How Deep Is the Ocean? – 3:23 (Irving Berlin)
5. P.S. I Love You – 4:17 (Gordon Jenkins, Johnny Mercer)
6. The Best Is Yet to Come – 2:57 (Cy Coleman, Carolyn Leigh)
7. But Beautiful – 3:22 (Van Heusen, Burke)
8. Here's That Rainy Day – 3:27 (Van Heusen, Burke)
9. Where Is the One? – 3:14 (Alec Wilder, Edwin Finckel)
10. There's a Flaw in My Flue – 2:47 (Van Heusen, Burke)

### Disco 3 -Comin' Home Late
1. Day In, Day Out – 3:01 (Rube Bloom, Mercer)
2. I Couldn't Sleep a Wink Last Night – 3:15 (Harold Adamson, Jimmy McHugh)
3. Sentimental Journey – 3:11 (Les Brown, Ben Homer, Bud Green)
4. Somewhere Along the Way – 3:18 (Van Heusen, Sammy Gallop)
5. When the World Was Young – 3:47 (Philippe-Gérard, Angèle Vannier, Mercer)
6. These Foolish Things – 4:11 (Eric Maschwitz, Jack Strachey)
7. You Go to My Head – 3:06 (John Frederick Coots, Haven Gillespie)
8. Stardust – 2:30 (Hoagy Carmichael, Mitchell Parish)
9. It's Funny to Everyone But Me – 2:38 (Jack Lawrence)
10. Why Was I Born? – 2:50 (Jerome Kern, Hammerstein II)